# ミル・フィーユ
ミル・フィーユ（生年月日不詳）は、日本の漫画家。男性。岡山県出身。主に成年向け漫画雑誌で活動。以前のペンネームはミルフィーユ。

## 来歴・人物
ヒット出版社の『D-ANGE』にて漫画家デビュー。過去にエンジェル出版の『ANGEL倶楽部』等で連載。2013年現在ではティーアイネットの『COMIC MUJIN』に作品が連載されている。
2006年に名前をそれまでのミルフィーユからミル・フィーユに変更。その理由について「元々適当に付けたもので、もっと人の名前らしいものにすれば良かったと後悔していたが、今更大幅に変えても損なので『・』だけ入れることにした」とブログで語っている。
カラーページやスクリーントーンなどの作画はコンピュータを使わず、アナログで行うこだわりを持つ。単行本のあとがきで「この方が絵を描いているって気持ちになれるんだ」と、その理由を述べている。
名前の由来は、性的な物は粗悪と、妄想さえも厳しく抑えられて育った少年時代に、密かに庭の何枚もの葉っぱに書き残した女子に対する夢を、大人になってから漫画にしたことにより、『ミル・フィーユ（千枚の葉）』というペンネームにした。などと供述している

## 作品リスト

### 単行本
6冊目単行本『世の中あざやか』までは「ミルフィーユ」名義、7冊目単行本『夢に見たまま』以降は「ミル・フィーユ」名義。
成年向け
1. 『ここちよい重さ』 2000年10月 ヒット出版社（セラフィンコミックス） ISBN 4-89465-135-1（ISBN 978-4-8946-5135-7）
  - 綾花先生の香り
  - 新感覚!
  - かおり先生といっしょに
  - アダルト・コーナー
  - さやか
  - 桃子
  - すばらしき実果子
  - すばらしき実果子 その2
  - ここちよい日常
2. 『量感志向』 2001年10月 エンジェル出版（エンジェルコミックス） ISBN 4-87306-116-4（ISBN 978-4-8730-6116-0）
  - ノリコ愛してる
  - 水野くんの部屋
  - 高嶺ちゃんが持ってる
  - 純くん大歓迎 その1
  - 純くん大歓迎 その2
  - 不思議先生
  - 悪友天使
  - 大切な時間
3. 『想像以上にたっぷり』 2003年1月 エンジェル出版（エンジェルコミックス） ISBN 4-87306-157-1（ISBN 978-4-8730-6157-3）
  - 夢子の世界
  - 純くん大歓迎 その3
  - 純くん大歓迎 その4
  - 純くん大歓迎 番外編 悪魔大歓迎
  - Millefeuille Color Collection
  - あなたのヤエコ 前編
  - あなたのヤエコ 後編
  - あずみのたからもの
  - 共に歩もう
4. 『思った以上の反応』 2004年1月16日 エンジェル出版（エンジェルコミックス） ISBN 4-87306-180-6（ISBN 978-4-8730-6180-1）
  - マチコはいい女
  - ふーちゃんタイフーン
  - 我が家の場合 前編
  - 我が家の場合 後編
  - 舞姉ちゃん以外考えられない
  - 五十嵐さんの青春 その1
  - 五十嵐さんの青春 その2
  - のどかさんに会いたい
5. 『生まれてはじめて』 2005年1月18日 エンジェル出版（エンジェルコミックス） ISBN 4-87306-202-0（ISBN 978-4-8730-6202-0）
  - 呪いあざやか 第1話 いくらでも出る!
  - 呪いあざやか 第2話 淑女番長
  - 呪いあざやか 第3話 年上の妹
  - 輝く母
  - 運命の目利き
  - 五十嵐さんの青春 妄想編
  - 五十嵐さんの青春 その3
  - 五十嵐さんの青春 その4
6. 『世の中あざやか』 2005年12月 エンジェル出版（エンジェルコミックス） ISBN 4-87306-228-4（ISBN 978-4-8730-6228-0）
  - サキスパーク
  - 彼も童貞 我も童貞
  - おなかの中のもやもや
  - 呪いあざやか 特別編 呪いファイル
  - 呪いあざやか 第4話 伝説のフルコース
  - 呪いあざやか 第5話 共鳴 前編
  - 呪いあざやか 第6話 共鳴 後編
  - 呪いあざやか 別腹
7. 『夢に見たまま』 2008年7月4日[4] ティーアイネット（MUJIN COMICS） ISBN 978-4-8877-4265-9
  - 吉野姫
  - 吉野女王
  - サキ・スパーク2
  - 想太観察日記 その1
  - 想太観察日記 その2
  - 想太観察日記 その3
  - 想太観察日記 その4
  - 割り込みさん
  - 幸せな困難
  - 桃香さんの全盛期
8. 『覚えたて』 2009年6月5日[5] ティーアイネット（MUJIN COMICS） ISBN 978-4-8877-4307-6
  - 吉野姫 -教師編-
  - 何の変哲も無い二人
  - 何の変哲も無い二人 その2
  - ふたりめのヒト
  - 花村計画
  - 理想の童貞卒業
  - 呪いあざやか
  - 少女小梅
  - 初体験やり直し
9. 『情熱満ち満ち』 2011年6月3日[6] ティーアイネット（MUJIN COMICS） ISBN 978-4-88774-393-9
  - マコは元気にやってます
  - マコは元気にやってます2
  - 収穫姫
  - 吉野姫 -教師編-
  - 独占スペース
  - 独占スペース -番外編-
  - 呪いまろやか
10. 『満タンこぼれぎみ』 2013年12月6日[7] ティーアイネット（MUJIN COMICS） ISBN 978-4-88774-503-2
  - 吉野姫教師編3
  - 揺れる生活
  - よくできた妹来訪
  - 呪いまろやか その2
  - キラキラ真田先生
  - あけび冬支度
11. 『ガマンできない期間』 2014年3月10日[8] 久保書店（ワールドコミックスMAX） ISBN 978-4-76592-563-1
  - 絶版となっている『ここちよい重さ』から『世の中あざやか』までの自選集。
12. 『もっちもちハートプレス』 2016年11月25日[9] ジーオーティー（GOT COMICS） ISBN 978-4-81480-007-0
  - 突風のお手伝いさん
  - 花の魔緒先生
  - 花の魔緒先生 花の密会編
  - ドズケベいとこがやってきた
  - 男の子にはご褒美
  - こたえてあげたい
  - 射精アルバム 前編
  - 射精アルバム 後編
  - マリコさんの本気
  - あとがき